# Devon Sandoval
Devon Sandoval (Albuquerque, 16 giugno 1991) è un ex calciatore statunitense, di ruolo attaccante.

## Carriera
Ha giocato nella massima serie nordamericana (statunitense).